# Pteris herrerae
Pteris herrerae là một loài dương xỉ trong họ Pteridaceae. Loài này được A. Rojas & M. Palacios mô tả khoa học đầu tiên năm 2006.
Danh pháp khoa học của loài này chưa được làm sáng tỏ. 